# 精金
在古典神话中，精金（adamant 或 adamantine）指的是金刚石。由于当代使用diamond这个词来描述，古老的术语“adamant”仅少量用在诗歌或时代错置的作品中。其与其派生词在现代媒体中经常被用来指代各种虚构的物质。

## 词源
事实上，英文金刚石diamond经由晚期拉丁语diamas和古法語diamant最终派生自adamas。古希腊语ἀδάμας （adamas），属格ἀδάμαντος（adamantos），意思是“不可征服、不可驯服”。当时，金属的坚硬程度被认为是adamant，adamant最后成为一个独立的概念。
- 圣经《以西结书》中神对以西结说：“我使你的额像金钢钻（adamant）,比火石更硬。他们虽是悖逆之家,你不要怕他们,也不要因他们的脸色惊惶”。
- 在希腊神话中，克洛诺斯用金钢石镰刀阉割了他的父亲乌拉诺斯。[1]珀尔修斯也用一把金钢石镰刀或剑在斩首美杜莎。
- 在维吉尔的《埃涅阿斯纪》中，塔耳塔洛斯之门用金刚石柱制成。[2]
- 在约翰·弥尔顿的史诗《失乐园》中撒旦被扔到地狱中的锁链、大门等描述为金刚石制成。[3]
- 但丁的《神曲》中，炼狱之门的天使坐在金刚石上。[4]
- 1590年出版的中世纪史诗《仙后》中，阿提加尔爵士的剑是由金刚石制成的。

在中世纪与磁性岩石混淆，与拉丁语adamare相关联，意为“爱或依附于”。另一个是迷信金刚石可以阻止磁铁的作用，在《流行的谬误》的第三章中提到了这一点。
- 威廉·莎士比亚的《仲夏夜之梦》中，海伦娜对德米特里厄斯说：“是你吸引我的，你这硬心肠的金刚磁石（adamant）！可是你所吸的却不是铁,因为我的心像钢一样坚贞”。
- 1620年出版的《圣十四行诗》的第一首中，约翰·多恩在第14行写道，“您像坚硬的金刚磁石（adamant）吸引我铁一般的心房”。
- 乔纳森·斯威夫特1726年的小说《格列佛游记》中，勒皮他岛的底座是由坚硬的金刚磁石（adamant）构成。

## 现代虚构世界作品
- 在J·R·R·托爾金的中土世界中，精靈三戒之一的南雅，是镶嵌精金的秘银戒指。巴拉多要塞中的一部分由精金建造。
- 电影《禁忌星球》中，莫比乌斯博士将克莱尔塔描述为由玻璃、陶瓷和精金构成。
- 在漫威漫画中，亚德曼合金（adamantium）是精金（adamant）的派生词。
- 在桌面角色扮演游戏《龙与地下城》中，精金是一种极其坚硬的异域金属。
- 在动作角色扮演游戏《龙腾世纪：审判》中的精金要塞（Adamant Fortress）。
- 角色扮演游戏《刺客信条：奥德赛》亚特兰蒂斯之命运DLC篇中，精金是一种几乎坚不可摧的资源。[5]
- 在建造和管理模拟游戏《矮人要塞》中，精金是一种罕见的材料，用于制造许多物体，包括武器和盔甲。
- 沙盒游戏《泰拉瑞亚》中的一种矿物材料。
- 桌游《战锤40K》中通常用作高等动力甲和载具装甲的高硬度材料